# 艾倫·帕森
艾倫·帕森（Alan Parsons，1940年—），前南非男子羽毛球運動員。在1959年至1974年間，他曾贏得24座南非全國羽毛球錦標賽冠軍，其中包括9次男單、9次男雙及6次混雙冠軍。另外，他也曾在1965年德國羽毛球公開賽及1967年愛爾蘭羽毛球公開賽奪得男單冠軍:186, 209。艾倫·帕森曾經帶領南非國家羽毛球隊參與1967年湯姆斯盃歐洲區預賽，最終敗於丹麥隊而無緣決賽圈:78。